# Bradley Currie
Bradley James Currie (* 8. November 1998 in Poole, Vereinigtes Königreich) ist ein schottischer Cricketspieler, der seit 2023 für die schottische Nationalmannschaft spielt.

## Kindheit und Ausbildung
Sein Bruder Scott Currie spielt ebenfalls Cricket für Schottland.

## Aktive Karriere
Currie spielte mehrere Saisons für Dorset in der National Counties Cricket Championship. Sein First-Class-Debüt für Sussex gab er in der County Championship 2022, wo er früh als Bowler überzeugen konnte. Sein Twenty20-Debüt für die schottische Nationalmannschaft folgte ein Jahr später in der Qualifikation für die nächste Twenty20-Weltmeisterschaft gegen Deutschland. Beim Turnier gelangen ihm drei Wickets (3/18) gegen Dänemark und fünf Wickets (5/13) gegen Irland, wobei er für letzteres als Spieler des Spiels ausgezeichnet wurde. Im März 2024 gab er sein ODI-Debüt bei einem Drei-Nationen-Turnier in den Vereinigten Arabischen Emiraten gegen Kanada. Im weiteren Turnierverlauf gelangen ihm gegen den Gastgeber drei Wickets (3/21). In der sich daran anschließenden Twenty20-Serie gelangen ihm erneut drei Wickets (3/7), wofür er als Spieler des Spiels ausgezeichnet wurde. Daraufhin wurde er für den ICC Men’s T20 World Cup 2024 nominiert, wo er als beste Leistung 2 Wickets für 16 Runs gegen Namibia erzielte.